# Шкурат Євген Олександрович
Євге́н Олекса́ндрович Шкура́т — полковник Збройних сил України, заступник командира 25-ї бригади транспортної авіації ПС ЗСУ.

## Нагороди
- 8 вересня 2014 року — за особисту мужність і героїзм, виявлені у захисті державного суверенітету та територіальної цілісності України, вірність військовій присязі під час російсько-української війни, відзначений — нагороджений орденом «За мужність» III ступеня
- орден «За мужність» II ступеня[1]